# Marca di Nordgau
La marca di Nordgau (in tedesco Markgrafschaft Nordgau) o Nordgau bavarese (Bayerischer Nordgau) era un'unità amministrativa medievale (Gau) posta al confine settentrionale del ducato di Baviera del Regno di Germania. Comprendeva la regione a nord del Danubio e di Ratisbona, corrispondente approssimativamente al moderno Alto Palatinato, che si estendeva fino al fiume Meno e, soprattutto dopo il 1061, ad alcune aree dell'Egerland al confine con il ducato di Boemia.

## Storia
L'area ad est del ducato di Franconia fino alla Selva Boema era stata colonizzata anticamente dalle tribù germaniche Naristi e degli Armalausi; dopo il periodo migratorio del V secolo, il re merovingio Clodione († 450 circa) occupò l'area. Dalla metà del VI secolo in poi la regione fu cristianizzata da diversi vescovi erranti, tra cui i santi Bonifacio e Emmeramo di Ratisbona. Nel 739 fu fondata la diocesi di Ratisbona. Su pressione di San Bonifacio, Carlo Martello costruì la grande fortezza di Wogastisburg.
Quando Carlo Magno depose il duca Tassilone III di Baviera nel 788 acquisì anche il Nordgau e fece entrare in contatto l'Impero carolingio con la Boemia. Per questo motivo il Nordgau venne da quel momento chiamato anche marca Boema, anche se questo nome indicò anche il successivo margraviato di Moravia. Con un capitolare dell'806 emesso a Thionville, Carlo Magno separò le terre sulla riva sinistra del Danubio dal ducato di Baviera, comprese le residenze ducali di Ratisbona e Lauterhofen, chiamate pagum, qui dicitur Northgowe. Il suo cancelliere Eginardo presentò l'atto a papa Leone III per la conferma.
Il Nordgau fu nuovamente separato dalla Baviera dopo la morte nel 937 del duca bavarese della dinastia dei Luitpoldingi Arnolfo. C'è stata una certa confusione sul fatto che il Nordgau fosse o meno separato dalla Baviera in questa data o solo fino al 976, anno in cui il conte della Franconia orientale Bertoldo di Schweinfurt, della dinastia Schweinfurt, che aveva contribuito a reprimere la ribellione del duca bavarese Enrico il Litigioso contro l'imperatore Ottone II, fu nominato margravio per amministrare la regione come una marca distinta.
In ogni caso il figlio di Bertoldo, il conte Enrico di Schweinfurt, appare nei documenti come margravio del Nordgau nel 994. Sostenne l'elezione del 1002 del duca Enrico IV di Baviera come re dei romani; tuttavia, nonostante l'appoggio, Enrico II non lo ricompensò in alcun modo. Il conte Enrico poco dopo si unì a una rivolta (la faida di Schweinfurt del 1003), evento legato alla guerra tedesco-polacca (1002-18) contro il sovrano polacco Bolesław I il Coraggioso; a seguito di ciò fu deposto e arrestato. Nel 1004 il re Enrico II diede il ducato di Baviera al cognato, il conte Enrico di Lussemburgo, e affidò l'autorità temporale della regione di Nordgau al vescovato di Bamberga, diocesi che favorì fortemente durante il suo regno. Tuttavia il titolo margraviale sopravvisse, trasmesso tra le di famiglie nella regione. I possedimenti del conte Enrico furono parzialmente restaurati e i suoi discendenti usarono il titolo di "Margravio di Schweinfurt".
Durante l'XI e il XII secolo, il Nordgau fu usato come percorso per gli eserciti per invadere la Boemia e l'Ungheria. A metà dell'XI secolo, l'imperatore salico Enrico III il Nero fece costruire un castello imperiale a Cham per affrontare le forze del duca Bretislao I di Boemia; esso divenne la residenza della famiglia nobiliare dei Rapotonen, che alla fine ricevette il titolo margraviale per concessione reale intorno al 1073, trasmettendolo ai propri discendenti come "Margraviato di Vohburg".
Il margravio Diepoldo III († 1146) fu un fedele sostenitore dell'imperatore Enrico V e fondatore delle abbazie di Reichenbach e Waldsassen. Nel 1125 circa fece erigere la fortezza di Eger (Cheb) al confine con la Boemia. Sua figlia Adelaide sposò il duca svevo e successivamente l'imperatore Federico Barbarossa nel 1147.
L'Egerland fu incorporato come territorio imperiale degli Hohenstaufen alla morte di Diepoldo e la stessa città di Eger fu ereditata dall'imperatore Federico Barbarossa nel 1167. La città ottenne il privilegio dell'immediatezza imperiale divenendo città imperiale; dalla metà del XIII secolo in poi la dinastia bavarese dei Wittelsbach controllava gran parte del Nordgau. Nel 1322 l'imperatore Ludovico il Bavaro della dinastia Wittelsbach diede l'Egerland in pegno al Regno di Boemia. Con il trattato di Pavia del 1329, Ludovico cedette la restante regione del Nordgau ai nipoti della Contea Palatina del Reno, Rodolfo II e Roberto I, divenendo d'allora in poi conosciuto come "Alto Palatinato" (in tedesco Oberpfalz).

## Margravi
- Ernesto († 865), margravio fino all'861[4]
- Rodoldo († 880), margravio dall'861 all'880 circa
- Engildeo († dopo l'895), margravio dall'880 circa all'895
- Liutpoldo († 907), margravio dall'895 al 903
- Poppone II di Turingia († 906), margravio dal 903
- Arnolfo († 937), margravio dal 907 alla morte
- Bertoldo di Schweinfurt († 980), margravio dal 976
- Enrico di Schweinfurt (970–1017), margravio dal 994 al 1004
- Ottone di Schweinfurt († 1057), margravio dal 1024 al 1031
- Diepoldo II di Vohburg ( † 1078)
- Diepoldo III di Vohburg († 1146), margravio dal 1093 al 1146